# Encyrtoscelio
Encyrtoscelio is een geslacht van vliesvleugelige insecten van de familie Scelionidae.

## Soorten
- E. apterus (Szelenyi, 1941)
- E. cydni Caleca, 1995
- E. mediterraneus Caleca, 1995